# Factor Guillier
Factor Guillier fue un programa político que se transmitió en Televisión Nacional de Chile entre marzo y diciembre del 2009. Era conducido por Alejandro Guillier y se transmitía cerca de las 22:40. A este se invitaban diferentes políticos de la contingencia o actualmente candidatos a diputados o senadores que debatían en el programa. Anteriormente estaba presente el público en el set pero posteriormente las personas envían sus opiniones y dudas las cuales eran mostradas en el programa.
- Datos: Q5854404